# Göta Bio
Göta Bio är en biograf i Jonsered i Partille kommun. Filmvisningarna sköts sedan 1996 av biografföreningen Götas Vänner (bildad 1995). Föreningen tilldelades 2007 Partille kommuns kulturpris för sitt arbete med och sin verksamhet kring biografen.
Under 2013 har utrustningen bytts ut och från och med 2014 visar Göta Bio sina filmer digitalt. 